# Quinquet

Un quinquet utilisé dans A Portrait of James Peale, réalisé en 1822 par Charles Willson Peale.

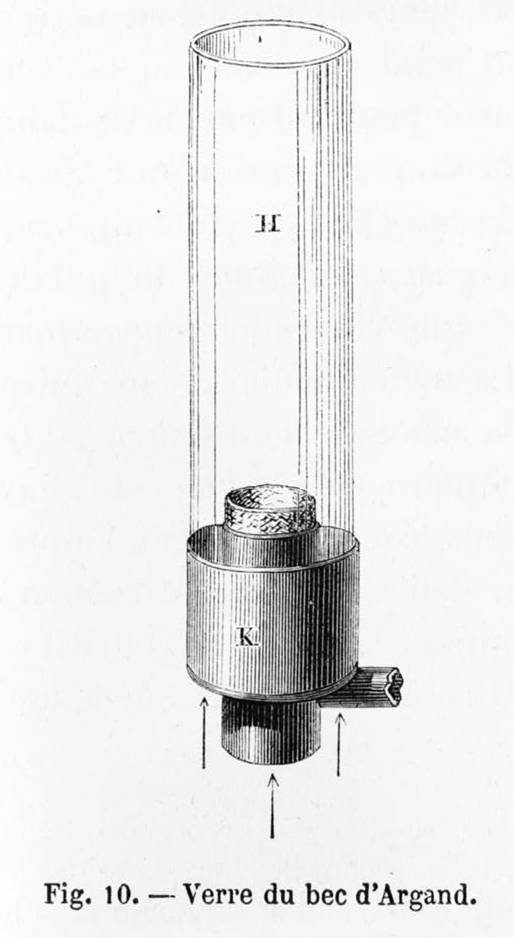
Quinquet à mèche circulaire et cheminée en verre. Illustration des Merveilles de la science (1867-1869) par Louis Figuier.

Le quinquet, ou lampe à la Quinquet, est un type de lampe à huile inventée en 1780 par le physicien et chimiste genevois Ami Argand, d'où son autre nom de lampe (d')Argand. Son rendement est de 6 à 10 candelas, plus lumineux que celui des lampes antérieures. Sa combustion plus complète de la mèche de la bougie et de l'huile que dans d'autres lampes nécessitait un rognage beaucoup moins fréquent de la mèche.
En France, la lampe porte le nom d'Antoine-Arnoult Quinquet, pharmacien à Paris, qui a utilisé l'idée créée par Argand et l'a popularisée en France. Quinquet est parfois crédité de l'ajout de la cheminée en verre à la lampe.

## Conception
Le quinquet avait une mèche en forme de manchon montée de sorte que l'air puisse passer à la fois par le centre de la mèche et également autour de l'extérieur de la mèche avant d'être aspiré dans une cheminée cylindrique qui stabilise la flamme et améliore le flux d'air. Les premiers modèles utilisaient du verre dépoli qui était parfois teinté autour de la mèche.
Un quinquet utilisait comme combustible de l'huile de baleine, de phoque, de colza, d'olive ou une autre huile végétale qui était alimentée par gravité à partir d'un réservoir monté au-dessus du brûleur.
Un inconvénient de l'arrangement original d'Argand était que le réservoir d'huile devait être au-dessus du niveau du brûleur parce que l'huile végétale lourde et collante ne montait pas loin de la mèche. Cela a rendu les lampes lourdes et projetait une ombre dans une direction loin de la flamme de la lampe. La lampe Carcel de 1800, qui utilisait une pompe d'horlogerie pour permettre au réservoir de s'asseoir sous le brûleur, et la lampe à modérateur à ressort de Franchot de 1836 ont évité ces problèmes.
Le même principe a également été utilisé pour la cuisson et l'ébullition de l'eau en raison de sa « chaleur la plus forte sans fumée ».

## Histoire

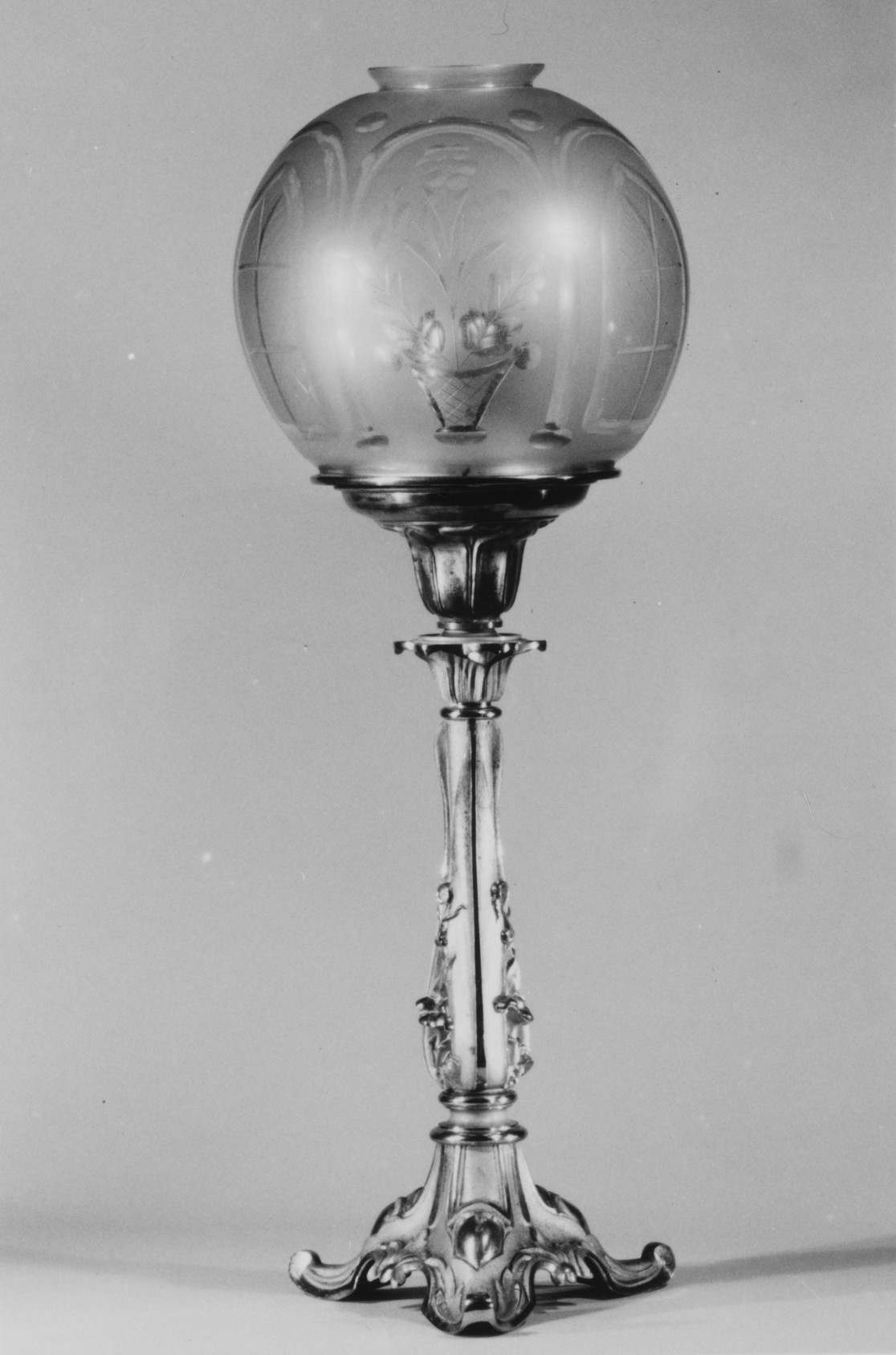
Une lampe astrale, un quinquet conçu pour que le réservoir ne projette pas une ombre séparée.

Le quinquet fut présenté à Thomas Jefferson à Paris en 1784 et, selon lui, dégageait « une lumière égale à six ou huit bougies ».
Ces nouvelles lampes, beaucoup plus complexes et coûteuses que les anciennes lampes à huile primitives, ont d'abord été adoptées par les classes aisées, mais se sont rapidement étendues aux classes moyennes puis aux moins aisées. Les quinquets étaient fabriqués dans une grande variété de formes décoratives et sont rapidement devenues populaires en Amérique. Ils ont été beaucoup utilisés comme rampes de théâtre.
C'était la lampe de choix jusqu'environ 1850, lorsque les lampes à pétrole ont été introduites. Le kérosène était moins cher que l'huile végétale, il produisait une flamme plus blanche et, en tant que liquide de faible viscosité, il pouvait facilement remonter une mèche, éliminant ainsi le besoin de mécanismes compliqués pour alimenter le brûleur en combustible.